# رایلینگن
رایلینگن (به آلمانی: Reilingen) یک شهر در آلمان است که در راین-نکار-کرایس واقع شده‌است. رایلینگن ۷٬۰۸۵ نفر جمعیت دارد.

## خواهرخوانده
شهرهای Jargeau و متزاگو خواهرخوانده‌های رایلینگن هستند.